# Década de 1070
Séculos: Século X - Século XI - Século XII
Décadas: 1040 1050 1060 - 1070 - 1080 1090 1100
Anos: 1070 - 1071 - 1072 - 1073 - 1074 - 1075 - 1076 - 1077 - 1078 - 1079